# Jibert
Jibert é uma comuna romena localizada no distrito de Brașov, na região histórica da Transilvânia. A comuna possui uma área de 166.13 km² e sua população era de 2455 habitantes segundo o censo de 2007.